# تروترو
تروترو یک مجموعه تلویزیونی انیمیشن کودکان ۷۸ قسمتی ۳ دقیقه‌ای است که بر اساس کتاب‌های بندیکت گوتیه ساخته شده. داستان این انیمیشن دربارهٔ یک الاغ کوچک به نام تروترو است.

## داستان
تروترو یک الاغ کوچک با سری پر از ایده است. او دقیقاً می‌داند که چه چیزی را دوست دارد و چه چیزی را دوست ندارد؛ که این ویژگی او سبب شده تا کودکان خردسال به راحتی با او همذات‌پنداری کنند.